# Saint-Romain-le-Preux
Saint-Romain-le-Preux ist eine Ortschaft und eine ehemalige französische Gemeinde mit 165 Einwohnern (Stand: 1. Januar 2019) im Département Yonne in der Region Bourgogne-Franche-Comté (bis 2015: Bourgogne). Sie gehörte zum Arrondissement Auxerre und zum Kanton Charny (bis 2015: Kanton Saint-Julien-du-Sault). 
Saint-Romain-le-Preux wurde mit Wirkung vom 1. Januar 2016 mit der früheren Gemeinde Sépeaux zur Commune nouvelle Sépeaux-Saint Romain zusammengeschlossen und besitzt seither in der neuen Gemeinde den Status einer Commune déléguée.

## Lage
Saint-Romain-le-Preux liegt etwa 31 Kilometer westnordwestlich von Auxerre an der Vrin.

## Bevölkerungsentwicklung
| Jahr                      | 1962 | 1968 | 1975 | 1982 | 1990 | 1999 | 2006 | 2013 |
| Einwohner                 | 205  | 187  | 161  | 164  | 137  | 153  | 175  | 192  |
| Quelle: Cassini und INSEE |      |      |      |      |      |      |      |      |

## Sehenswürdigkeiten
- Kirche Saint-Romain aus dem 12. Jahrhundert

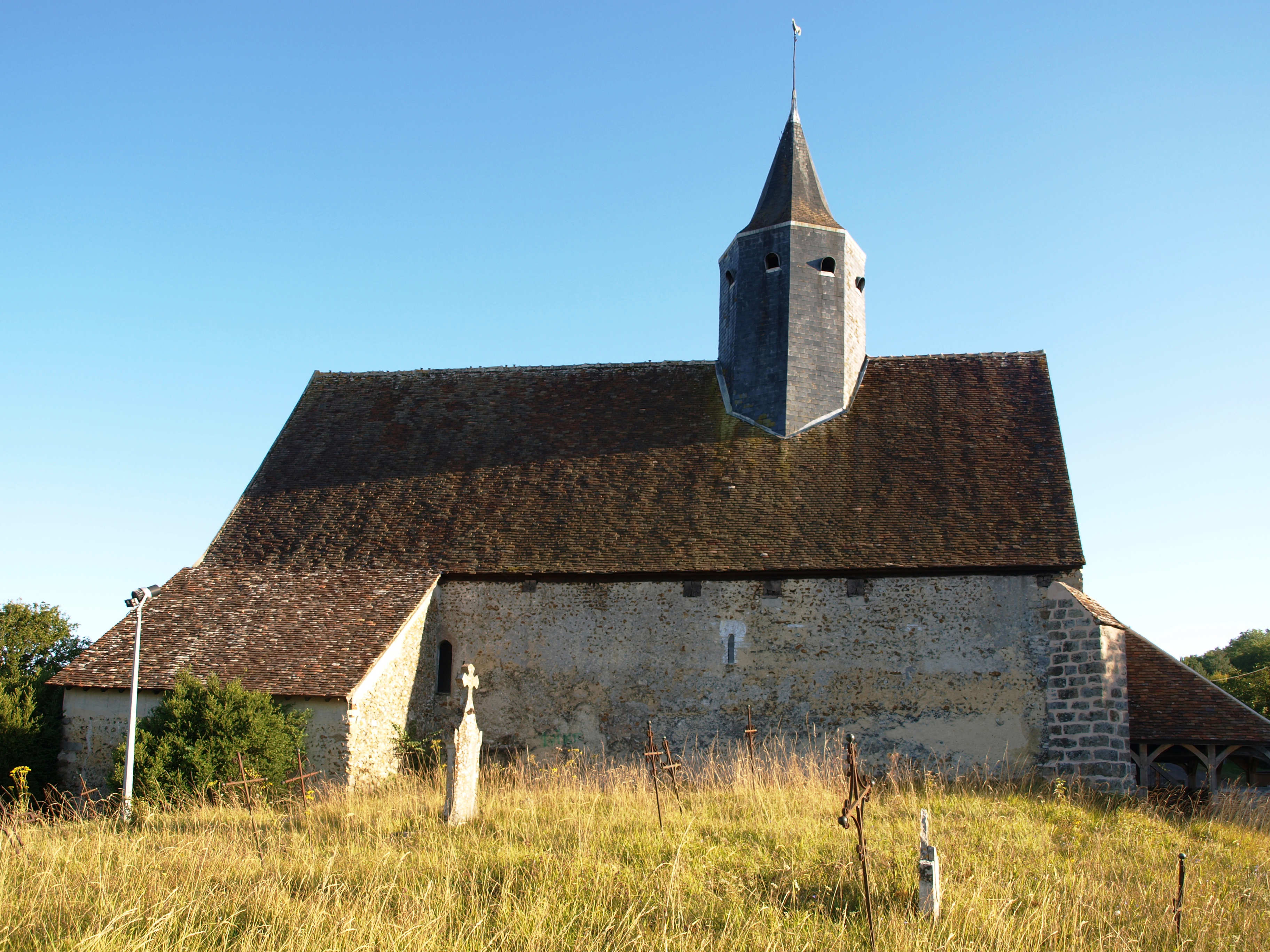
Kirche Saint-Romain